# Peacock
 (транскр.  Пикак) америчкa је претплатничкa ОТТ стриминг-платформа чији је власник NBCUniversal, односно Comcast. Покренут је 15. јула 2020. У појединим европским државама, међу којима је и Србија, ради под именом SkyShowtime, који представља заједнички подухват компанија Comcast и Paramount Skydance.

## Историја
Дана 14. јануара 2019, NBCUniversal најавио је да ће 2020. године покренути ОТТ стриминг услугу и истовремено најавио реорганизацију која је створила одсек NBCUniversal Direct-to-Consumer and Digital Enterprises чија је председница Бони Хамер. NBCUniversal је 17. септембра 2019. објавио је име „Peacock” и покретање у априлу 2020. године. Најава је такође укључивала нови оригинални програм, рибутове имовине NBCU, као и да ће серије ТВ мреже NBC, У канцеларији и Паркови и рекреација, бити уклоњене са конкурентских стриминг услуга као што су Netflix, Hulu и Prime Video. Серија ће се придружити услузи чим истекну њихова ексклузивна права на стриминг ривалских стриминг услуга, са серијом Паркови и рекреација која се придружила у октобру 2020. године, а У канцеларији у јануару 2021. године.
Дана 16. јануара 2020, Comcast је најавио да ће стриминг услуга Peacock имати благо покретање 15. априла 2020. за Xfinity кориснике и кабловске кориснике, пре националног покретања 15. јула 2020. године.
Morning Consult је рангирао Peacock као други бренд са најбржим растом за 2020. годину.